# 陳夔麟
陳夔麟，字少石，贵州開陽人，清政治人物、進士出身。
原籍江西撫州府崇仁縣，同治十二年（1879年）補行甲子科舉人。光緒六年（1880年）庚辰科進士，二甲十一名；同年五月，改翰林院庶吉士。光緒九年，散館改湖北谷城縣知縣，后改湖北江夏縣知縣。光緒三十年，任湖南糧儲道。后升任湖北荊宜施道。光緒三十三年，任湖北按察使。次年改江西按察使。后兼署江西布政使。宣統元年，任廣東布政使。著有《寶迂閣書畫錄》。

## 家庭
祖陈之榛，廪贡生。父陈世炘，道光十一年（1831年）举人，大挑一等任清溪县知县。有子陈昌谷。